# StartUp
StartUp is een Nederlandse soapserie die van 6 januari 2014 tot 18 april van datzelfde jaar door BNN werd uitgezonden op Nederland 3. De serie draait om een groep jonge ondernemers die zich hebben gevestigd in een leegstaand pand. Het pand wordt beheerd door Bert de Vries (Daniël Boissevain), het enige oudere personage in de serie. StartUp werd uitgezonden tussen 19.20 en 19.50 uur, het tijdstip waarop eerder De Wereld Draait Door werd uitgezonden.

## Creatie
In oktober 2009 besloot zenderleider Roek Lips dat er na zeventien seizoenen een einde kwam aan de soapserie Onderweg naar Morgen. De omroep van ONM, jongerenomroep BNN, was zeer teleurgesteld. BNN wilde graag een soap uitzenden over jongeren. Door een reorganisatie bij de Publieke Omroep in 2014 werd het populaire praatprogramma De Wereld Draait Door verplaatst van Nederland 3 naar Nederland 1. Op Nederland 3 moest het tijdslot tussen 19.30 en 20.30 uur opnieuw worden ingevuld. BNN kreeg toestemming van de zenderleiding om een nieuwe soap te gaan uitzenden om 19.30 uur.
Schrijfster Jantien van der Meer, tussen 2004 en 2012 hoofdschrijver van Goede tijden, slechte tijden, begon in 2013 met het creëren van de soap. Van der Meer ontwikkelde de soap samen met Kennard Bos. In mei van dat jaar werd de soap in productie genomen en ging het schrijversteam, onder leiding van Van der Meer, aan de slag. StartUp zou zich gaan afspelen in een bedrijfspand in Leiden. In oktober werd begonnen met de opnamen. Voor de regie werd Michiel Geijskes aangetrokken. Geijskes regisseerde 13 jaar onafgebroken de soap Goede tijden, slechte tijden. Naast Geijskes regisseren ook Joris van den Berg, Jorkos Damen en Harald van Eck.
StartUp werd geen succes. BNN maakte op dinsdag 11 februari 2014 bekend te stoppen met de serie. De laatste opnamen werden in de drie dagen hierna gemaakt en de allerlaatste aflevering werd uitgezonden op 18 april 2014.

## Rolverdeling
| Acteur                     | Personage         |
| -------------------------- | ----------------- |
| Annelies Appelhof          | Romy Meesters     |
| Annemieke Aalderink-Bakker | Betsy van Leeuwen |
| Daniël Boissevain          | Bert de Vries     |
| Eva Laurenssen             | Helena Nuys       |
| Gerson Oratmangoen         | Wiki Sopacua      |
| Joël de Tombe              | Pieter Wolfsen    |
| Leonoor Koster             | Saskia Koel       |
| Mamoun Elyounoussi         | Mo Idrissi        |
| Maurits Delchot            | Smit              |
| Naomi van der Linden       | Fleur Zuidenwind  |
| Reinier Demeijer           | Floris Koel       |
| Sander van Amsterdam       | Thijs van Leeuwen |
| Sanne Langelaar            | Inge Wiegel       |
| Sarah Bannier              | Sterre de Vries   |
| Serge Mensink              | Wesley Overtoom   |
| Sophie Veldhuizen          | Eva Nuys          |
| Stephen Liebman            | Tom Verburg       |

## Kijkcijfers
De serie debuteerde op maandag 6 januari 2014 met 105.000 kijkers (MADL: 1.6%). De overige dagen in de eerste uitzendweek trokken respectievelijk 76.000 (MADL: 1.2%), 92.000 (MADL: 1.4%) en 59.000 (MADL: 1.0%) kijkers. Deze en later nog lagere cijfers komen volgens Roek Lips en BNN doordat er te weinig reclame is gemaakt voor de serie. Uit een onderzoekje bleek dat veel jongeren niet wisten dat de soap bestond.